# NHK山形放送局
NHK山形放送局（エヌエイチケイやまがたほうそうきょく）は、山形県を放送対象地域とする日本放送協会（NHK）の地域放送局。テレビとラジオで県域放送を行っている。

## 放送局概要
1936年（昭和11年）11月30日、現存としては東北で3番目に開局。コールサインはJOJG（総合）とJOJC（教育）。かつては庄内地域を管轄していた鶴岡放送局を、現在支局として管理下に置く。
ラジオ第1の出力は5kWであるが、第2は1kW。これは北隣にあるNHK秋田第2放送が500kWで放送されているためである。

## 沿革
- 1936年（昭和11年）11月30日 - 社団法人日本放送協会山形放送局開局。ラジオ放送開始。当時の所在地は現在の山形市緑町四丁目。
- 1948年（昭和23年）12月1日 - ラジオ第2放送開始（呼出符号：JOJC）。
- 1950年（昭和25年）6月1日 - 放送法施行に伴い社団法人日本放送協会が解散。特殊法人としての日本放送協会が設立され一切の権利義務を継承。
- 1952年（昭和27年）4月27日 - 米沢中継放送局開局（旧コールサイン：JOJQ）。
- 1954年（昭和29年）3月26日 - 新庄中継放送局開局（旧コールサイン：JOJS）。
- 1959年（昭和34年）12月19日 - 総合テレビジョン開局（8ch,JOJG-TV）。
- 1961年（昭和36年）3月31日 - 宮町ラジオ放送所へ移転。
- 1962年（昭和37年）
  - 3月20日 - 旧山形放送会館落成。
  - 11月1日 - 教育テレビジョン開局（4ch,JOJC-TV。鶴岡局と同時）。
- 1964年（昭和39年）12月24日 - ラジオFM放送の実用化試験放送・ステレオ放送実験が開始（ステレオ放送は仙台発からの放送波中継（仙台→福島→山形のルート）で放送）[1]。
- 1966年（昭和41年）3月20日 - 総合及び教育テレビのカラー放送開始[2]。
- 1968年（昭和43年）3月24日 - 現在の放送会館が完成、桜町へ移転。
- 1969年（昭和44年）3月1日 - 山形・鶴岡両局を含め、全国のFM放送の本放送開始。
- 1971年（昭和46年）
  - 10月初めまで - 山形のローカルニュースがカラー化。これに伴い、カラーフィルムによる報道取材を開始[3]。
  - 10月10日 - 総合テレビの全国放送が全面カラー化（教育テレビは1977年10月3日に全面カラー化）。
- 1972年（昭和47年）頃 - 山形のローカル番組が全面カラー化。これに伴い、山形ローカルを含め、総合テレビが全面カラー化。
- 1977年（昭和52年） - FM放送、ローカル放送でのステレオ化工事が完了、山形ローカルのステレオ放送を開始[4]。
- 1978年（昭和53年）11月23日 - 国際電気通信連合による中波ラジオ放送全世界一斉周波数変更の取り決めに従い、ラジオ第1・第2放送の周波数が10kHz間隔から9kHz間隔に一斉変更。
  - これに伴い山形本局は、ラジオ第2が1521kHzに変更。但し、ラジオ第1の540kHzは9で割り切れる周波数の為、変更なし。
- 1982年（昭和57年）2月28日 - FMステレオ放送用のPCMデジタル音声回線が導入。これに伴い、ローカル以外でのステレオ放送に於ける放送波中継[注 1]を廃止[6]。
- 1986年（昭和61年）2月21日 - 総合テレビの音声多重放送開始[7]。
- 1991年（平成3年）3月21日 - 教育テレビの音声多重放送開始[8]。
- 2005年（平成17年）12月1日 - 総合・教育両テレビの地上デジタル放送の本放送を開始（YBC・TUYも同日開始）。
- 2007年（平成19年）1月24日 - 『今夜はなまらナイト』第1回放送。
- 2009年（平成21年）9月4日 - テレビ放送開始50周年を記念し、酒田市のご当地アイドル“SHIP”の結成からメジャーデビューまでをもとに描いたドラマ『スキップ!〜商店街が生んだアイドル〜』を制作・県内向け放送。9月20日の『地域発!ぐるっと日本』で全国放送。
- 2011年（平成23年）7月24日 - 正午、総合・教育両テレビのアナログ・テレビ放送を終了。24時迄には完全停波。
- 2016年（平成28年）4月29日 - この年の大型連休より、祝日・年末年始のローカルニュース枠・天気はすべて仙台からの東北ブロックニュースに統一され、山形からの祝日・年末年始のニュース・気象情報枠はテレビ・ラジオすべてで全廃した。
- 2017年（平成29年）2月6日 - 酒田支局の男性記者が強姦致傷と住居侵入罪で山形県警察に逮捕された[9]。
  - 周辺では同様の被害が報告されており、男はNHK甲府放送局時代から犯行を重ねていた疑いがもたれているが[10]、山形地方検察庁は逮捕容疑の事件について同月27日に山形地方裁判所に起訴した[11]。
  - また、山梨県警察は甲府放送局在任中の事件について、3月15日に強姦と住居侵入の容疑で再逮捕した[12]。
  - これらを受け、上田良一NHK会長の役員報酬が3ヶ月30パーセントの自主返納に、堂元光副会長及び木田幸紀専務理事、荒木裕志理事の役員報酬が3ヶ月10パーセントの自主返納に、それぞれなった[13]。
- 2020年（令和2年）の4月の改編より、土日のローカルニュース・気象情報などは原則として選挙・災害時等を除き終日仙台発のブロックニュースに統一したため、山形からの県域ニュース・気象情報は平日のみとなり、山形発の土日のニュース・気象情報はテレビ・ラジオとともに全て廃止された。
- 2023年（令和5年）
  - 4月1日 - 令和改革により、部制（放送部・営業推進部等）からセンター制に見直され、コンテンツセンター、経営管理企画センターへ再編された。
  - 6月5日 - NHKプラスで地域向けのテレビ番組の見逃し配信が開始[14]。

## デジタルテレビジョン放送

### 概要
- 現在放送されている映像はほとんどが、ハイビジョン映像。
- ワンセグ放送は2006年4月1日から2007年3月4日までは、仙台放送局からの放送を送出。
- 山形県内の総合テレビリモコンキーIDは「1」。

### 送信所
| 局名       | 総合ch | Eテレch | 空中線電力 | 放送開始日    |
| ---------- | ------ | ------- | ---------- | ------------- |
| 山形       | 14     | 13      | 1kW        | 2005年12月1日 |
| 鶴岡       | 34     | 32      | 500W       | 2006年10月1日 |
| 新庄       | 17     | 15      | 100W       | 2006年10月1日 |
| 米沢天元台 | 28     | 24      | 100W       | 2006年12月1日 |
| 小国       | 27     | 25      | 10W        | 2006年12月1日 |
| 西白鷹     | 29     | 27      | 10W        | 2007年10月1日 |
| 尾花沢     | 35     | 31      | 1W         | 2007年11月1日 |
| 山寺       | 14     | 13      | 1W         | 2007年11月1日 |
| 関山       | 14     | 13      | 300mW      | 2007年11月1日 |
| 東沢       | 14     | 13      | 300mW      | 2007年11月1日 |
| 朝日       | 42     | 41      | 1W         | 2007年11月1日 |
| 温海       | 25     | 22      | 3W         | 2008年12月1日 |
| 高畠       | 17     | 15      | 300mW      | 2008年12月1日 |
| 羽前金山   | 17     | 15      | 300mW      | 2008年12月1日 |
| 蔵王温泉   | 25     | 23      | 100mW      | 2008年12月1日 |

## ラジオ放送
| 局名 | ラジオ第1      | ラジオ第1  | ラジオ第2      | ラジオ第2  | 局名 | FM             | FM         | FM     |
| 局名 | 周波数 （kHz） | 空中線電力 | 周波数 （kHz） | 空中線電力 | 局名 | 周波数 （MHz） | 空中線電力 | 偏波面 |
| ---- | -------------- | ---------- | -------------- | ---------- | ---- | -------------- | ---------- | ------ |
| 山形 | 540            | 5kW        | 1521           | 1kW        | 山形 | 82.1           | 1kW        | 水平   |
| 鶴岡 | 1368           | 1kW        | 1035           | 1kW        | 鶴岡 | 86.0           | 250W       | 水平   |
| 温海 | 1584           | 100W       |                |            | 温海 | 84.8           | 10W        | 垂直   |
| 新庄 | 1341           | 100W       | 1539           | 100W       | 新庄 | 88.3           | 50W        | 垂直   |
| 米沢 | 1026           | 100W       | 1359           | 100W       | 米沢 | 84.2           | 10W        | 水平   |
| 小国 | 1584           | 100W       |                |            | 小国 | 89.8           | 10W        | 水平   |
|      |                |            |                |            | 長井 | 84.6           | 100W       | 垂直   |
| 白鷹 | 84.0           | 1W         | 水平           |            |      |                |            |        |
| 朝日 | 83.7           | 10W        | -              |            |      |                |            |        |

## 支局
- 鶴岡
- 酒田
- 新庄
- 米沢

## 主な山形局制作番組

### 総合テレビ
- NHKニュースおはよう山形（平日 7:45 - 8:00、7:50 - 7:58は東北ブロック放送）
- ニュース（山形）（平日 12:15 - 12:20）
- やままる（2017年4月3日 -、平日 18:10 - 19:00）
- やままる845（2020年3月30日 -、平日 20:45 - 21:00）
- やままるサタデー・やままるサンデー（2025年4月5日 - 、土日 18:45 - 18:59）
- やまコレ（金曜 19:30 - 19:57）

### ラジオ第1放送・FM放送
- 山形ひるどきラジオ なにしったのや〜?（金曜：12:20 - 13:00、2015年4月3日より放送中）
- ニュース（山形）など※★印はFM放送と同時放送
  - 7:20 - 7:25★
  - 11:50 - 12:00★
  - 12:15 - 12:20★
  - 14:55 - 15:00
  - 17:55 - 18:00
  - 18:50 - 19:00★

※土日・祝日・年末年始は全時間帯で仙台発。
※尚、春の大型連休期間・お盆などの平日でも全時間帯または一部の時間帯で東北ブロック放送の場合あり。

## 過去の制作番組

### 総合テレビ
朝枠
- 産業風土記（1965年4月 - 、第2土曜 7:45 - 7:59）[15]
- 出羽路をたずねて（1965年4月 - 、第4土曜 7:45 - 7:59）[16]
- やまホリ（2022年4月9日 - 2025年3月15日[17]、土曜 9:00 - 9:30）

昼枠
- テレフォンネットワークやまがた
- ネットワークやまがた
- YYほっとチャンネル（1999年4月4日- 2009年3月18日、平日 11:40 - 12:00）
- やまモリ!（2009年4月2日 - 2018年3月22日、平日 11:50 - 12:00）

夕方枠
- ゆうYOUやまがた（平日 17:05 - 17:30）
- きらり!やまがた（2001年 - 2005年3月、平日 17:05 - 18:00）
- きょうのやまがた（1976年4月5日 - 1982年4月2日、平日 18:40 - 19:00）
- やまがた630（1982年4月5日 - 1988年4月1日、平日 18:40 - 19:00）
- イブニングネットワークやまがた（1988年4月4日 - 1997年3月31日、平日 18:00 - 19:00）
- NHKニュース やまがた610（1997年4月1日 - 、平日 18:10 - 19:00）
- やまがたゆうがた600（ - 2002年3月29日、平日 18:00 - 19:00）
- ニュースワイドやまがた（2002年4月1日 - 2005年3月25日、平日 18:10 - 19:00）
- やまナビTODAY（2005年3月28日 - 2007年3月30日、平日 18:10 - 19:00）
- やまがたニュースアイ（2007年4月2日 - 2012年3月30日、平日 18:10 - 19:00）
- ニュースやまがた6時（2012年4月2日 - 2017年3月31日、平日 18:10 - 19:00）
- ニュース645（- 2020年3月29日、土日 18:45 - 18:58.55）※2016年度から祝日は、仙台から放送

夜枠
- クローズアップやまがた→ディスカバーやまがた（毎月第1金曜 19:30 - 19:55・最終土曜 10:05 - 10:30に東北ブロックで放送の場合あり）
- NHKニュース845やまがた（1996年4月1日 - 2020年3月27日、平日 20:45 - 21:00）
- やまがたスペシャル（不定期金曜 20:00 - 20:43）
- 今夜はなまらナイト（不定期）

### ラジオ第1
- おはようラジオセンター山形（1984年4月2日 - 1989年4月2日、1994年4月4日 - 1997年3月31日）

## アナウンサー・キャスター
- 氏名の後の*は、過去に山形局勤務経験のあるアナウンサー。

| 氏名           | 前任地                   | 担当番組                                                  | 備考                |
| アナウンサー   | アナウンサー             | アナウンサー                                              | アナウンサー        |
| -------------- | ------------------------ | --------------------------------------------------------- | ------------------- |
| 金城均         | 名古屋                   | アナウンスグループ統括 山形県のニュース 番組統括          |                     |
| 戸﨑悠斗       | 初任地                   | 山形県のニュース                                          |                     |
| 梶村姫里       | 初任地                   | 山形県のニュース                                          |                     |
| 伊藤亮太       | 初任地                   | やままる（キャスター） 山形県のニュース                   | 地域職員 新庄市出身 |
| 羽隅将一*      | 盛岡                     | やままる（キャスター） 山形県のニュース                   | 地域職員 山形市出身 |
| 契約キャスター |                          |                                                           |                     |
| 齋藤はるか     | 大分 （契約キャスター）  | やままる（キャスター）                                    |                     |
| 小川あんず     | 元DateFMアナウンサー     | やままる（キャスター）                                    |                     |
| 小林奈央       | 高岡ケーブルネットワーク | やままる                                                  |                     |
| 丹野つぐみ     |                          | やままる（スポまる）                                      | 山辺町出身          |
| 岩田マキ       |                          | 山形ひるどきラジオ なにしったのや～? やままる（なまる丸） | 山形市出身          |
| 気象予報士     |                          |                                                           |                     |
| 長谷川麻衣     |                          | やままる                                                  |                     |

## 関連人物
- 栗田晴行（元局長、アナウンサー時代にも山形放送局在籍歴あり）
- 藤田千枝（『今夜はなまらナイト』専属“女将”）
- 古瀬絵理（元契約キャスター）
- 岡田みはる（元契約キャスター）
- 舩山陽司（元アナウンサー）
- 柴田徹（元アナウンサー、『今夜はなまらナイト』“親方“）
- 中谷文彦（局長、アナウンサー時代にも山形放送局在籍歴あり）